# Tower of God
Вежа Бога (кор. 신의 탑) — південнокорейська манхва, написана та ілюстрована Лі Чон Хве (псевдонім SIU, Slave In Utero), що випускається в цифровому вигляді, як вебтун, на Naver Corporation з 5 липня 2010.
Однойменний анімаційний серіал від Telecom Animation Film вийшов 1 квітня 2020 року, уперше показаний на південнокорейському інтернет-порталі Naver.

## Сюжет
Є вежа, що закликає обраних людей, з обіцянкою виконати їх найпотаємніші бажання. Хай то багатство, слава, влада або щось, що перевершує це все, — все чекає тих, хто досягне вершини.
Баам — хлопчик, який все своє життя знав тільки темну печеру, брудний одяг і недосяжний світ. І коли до нього через світло прийшла дівчинка, на ім'я Рахіль, весь його світ змінився.
Одного разу дівчина безслідно зникає, і Баам готовий на все, щоб врятувати її, навіть якщо для цього доведеться кинути виклик Вежі Бога і ризикнути власним життям.

## Манхва
Спочатку манхва виходила лише в цифровому вигляді, як вебтун, і на початку жовтня 2023 року було написано 580 розділів:
| Сезон | Час видання                   | Розділи |
| ----- | ----------------------------- | ------- |
| 1     | 5 липня 2010 — 2 січня 2012   | 0-78    |
| 2     | 6 лютого 2012 — 20 січня 2019 | 0-337   |
| 3     | 10 березня 2019 — зараз       |         |

«Вежа Бога» стала одним з найпопулярніших корейських коміксів, це призвело до створення паперових версій, до жовтня 2023 було випущено 13 томів:
| Сезон | Номер | Дата видання      | Розділи на Webtoon |
| ----- | ----- | ----------------- | ------------------ |
| 1     | 1     | 12 листопада 2019 | 1-13               |
| 1     | 2     | 12 листопада 2019 | 11-21              |
| 1     | 3     | 26 травня 2020    | 22-31              |
| 1     | 4     | 26 травня 2020    | 32-39              |
| 1     | 5     | 12 січня 2021     | 40-50              |
| 1     | 6     | 12 січня 2021     | 51-60              |
| 1     | 7     | 14 липня 2021     | 61-69              |
| 1     | 8     | 14 липня 2021     | 70-78              |
| 2     | 9     | 29 березня 2022   | 1-10               |
| 2     | 10    | 28 липня 2022     | 11-22              |
| 2     | 11    | 23 листопада 2022 | 23-37              |
| 2     | 12    | 24 березня 2023   | 38-48              |
| 2     | 13    | 20 липня 2023     | 50-61              |

## Аніме
На початку лютого 2020 року Виробничий комітет «Вежі Бога» анонсував однойменний анімаційний серіал. Згодом компанія Crunchyroll повідомила, що створенням та випуском аніме буде займатись студія Telecom Animation Film.
Аніме створено на першому сезоні вебтуну. Складається з 13 серій:
| Сезон | Номер | Назва                  | Дата виходу в Кореї |
| ----- | ----- | ---------------------- | ------------------- |
| 1     | 1     | М'яч                   | 1 квітня 2020       |
| 1     | 2     | Троє із чотирьохсот    | 8 квітня 2020       |
| 1     | 3     | Правильні двері        | 15 квітня 2020      |
| 1     | 4     | Зелений Квітень        | 22 квітня 2020      |
| 1     | 5     | Доля корони            | 29 квітня 2020      |
| 1     | 6     | Розподільний тест      | 6 травня 2020       |
| 1     | 7     | Відпочинок та тест     | 13 травня 2020      |
| 1     | 8     | Стратегія Куна         | 20 травня 2020      |
| 1     | 9     | Однорогий огр          | 27 травня 2020      |
| 1     | 10    | За жалем               | 3 червня 2020       |
| 1     | 11    | Підводне полювання (1) | 10 червня 2020      |
| 1     | 12    | Підводне полювання (2) | 17 червня 2020      |
| 1     | 13    | Останній екзамен       | 24 червня 2020      |

## Ігри
На хвилі популярності манхви було випущено кілька відеоігор для операційних систем Андроїд та IOS:
- Tower of God: New World — гача гра від компанії Netmarble.
- Tower of God: Great Journey